# Oceania armata
Oceania armata är en nässeldjursart som beskrevs av Rudolf Albert von Kölliker 1853. Oceania armata ingår i släktet Oceania och familjen Oceanidae. Inga underarter finns listade i Catalogue of Life.